# GT 64: Championship Edition
GT 64: Championship Edition (jap. City Tour Grand Prix: Zenmoto GT Senshuken) oder kurz GT 64 ist ein 1998 erschienenes Rennspiel für das Nintendo 64. Entwickelt wurde es von Imagineer, während Ocean Software als Publisher auftrat. Es ist eine der wenigen Rennsimulationen für diese Konsole.

## Spielprinzip
Der Spieler schlüpft in die Rolle eines Rennfahrers, der an der Super-GT-Serie teilnimmt. Vor jedem Rennen muss der Tourenwagen an die Streckenverhältnisse angepasst werden, dies betrifft z. B. die Bereifung, Stoßdämpfer, Spoiler und Übersetzung.

## Umfang
Enthalten sind drei Rennstrecken in jeweils zwei Varianten, nach erfolgreichem Durchspielen kann man alle Strecken rückwärts fahren. Die Fahrzeugpalette reicht von Honda über Nissan bis Toyota. Die in der Realität teilnehmenden Marken Porsche und Lamborghini sind jedoch nicht enthalten. Weiterhin gibt es noch diverse Rennwagen ohne reales Vorbild.
Als Spielmodi stehen Meisterschaft, Einzel- sowie Zeitrennen zur Verfügung.

### Unterschiede zwischen den PAL-, NTSC (US)- und NTSC (J)-Versionen
Die japanische Version unterscheidet sich teilweise deutlich von der im westlichen Kulturraum. So sind getreu der japanischen Meisterschaft alle Strecken in Japan angesiedelt, während für die andere Version zwei Strecken in die Vereinigten Staaten und Europa „umgesiedelt“ wurden.
In Japan versteht sich der Titel als Nachfolger von Multi Racing Championship, während im Westen dies der erste und einzige veröffentlichte Teil der Serie ist. Geländewagen sind nicht mehr enthalten.

## Rezeption
GT 64: Championship Edition erhielt international mittelmäßige bis teilweise schlechte Wertungen. Peer Schneider von IGN kritisiert die Bildfrequenz sowie fehlende Spielmusik und mangelhafte Grafik. Konträr sei laut Peer Schneider allerdings die Grafik der Fahrzeuge gut gelungen. Simon Bailey vom Hyper Magazine lobt die Streckenführung der Rennstrecken und die Auswahl an Fahrzeugen.

„Bei GT 64 schlittert Ihr mit 200 Sachen in die Absperrung, doch leider vermittelt die rucklige Grafik den Eindruck, Ihr wärt gerade mit 70 irgendwo drangebummelt. Die Folge: Ihr gewöhnt Euch zwar an das krampfhaft auf rutschig getrimmte Fahrverhalten, doch intuitiv ist es deshalb noch lange nicht. Die Fahrzeugeinstellungen sind ebenso unbedeutend wie die Qualifikation, denn ein einziger Fahrfehler macht alle Mühen zunichte. GT 64 hat gute Ansätze, fordert Euch aber aufgrund vieler Detail- und Grafikmängel nur kurz und verstaubt im Regal.“